# 胡焦格
胡焦格，是匈牙利诺格拉德州所辖的一个村。总面积10.90平方公里，总人口860，人口密度78.9人/平方公里（2011年1月1日）。